# Order Sikatuny

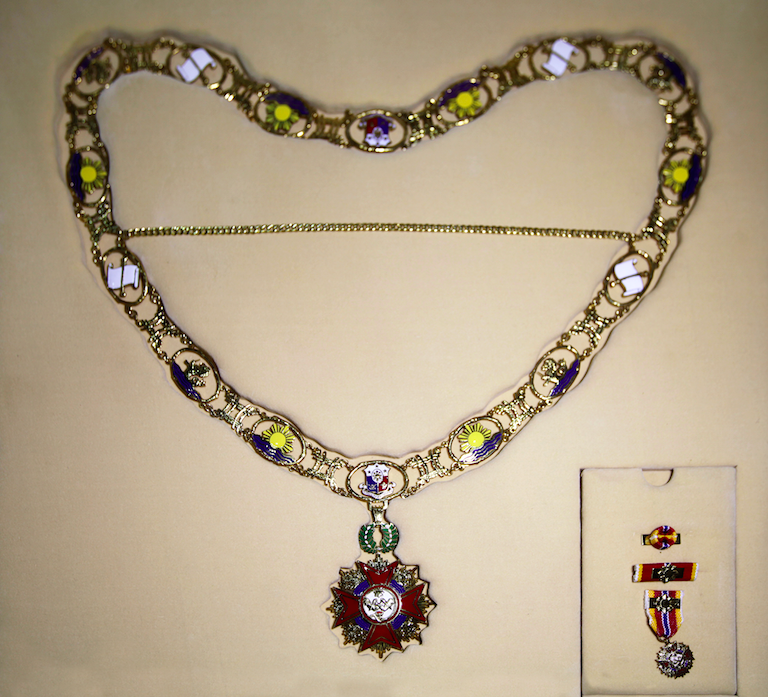
Wielki Łańcuch wraz z rozetką z markującą odznaczenie na ubiorze cywilnym, wojskową baretką z galonikiem oraz miniaturka orderowa na wstążce

Order Sikatuny (fil. Orden ng Sikatuna, ang. Order of Sikatuna) – order zasługi dyplomatycznej, filipińskie wysokie odznaczenie państwowe, noszące imię jednego z filipińskich regionalnych władców – Datu Sikatuny, panującego na wyspie Bohol w XVI w.

## Historia i charakterystyka
Został ustanowiony przez prezydenta Elpidio Quirino 27 lutego 1953 jako odznaczenie czteroklasowe (Raja, Lakan, Maginoo, Maharlika) upamiętniające pierwszy traktat pomiędzy Filipinami a zagranicznymi krajami. Kolejna klasa (Datu) została dodana przez prezydenta Diosdado Macapagala 19 października 1962 i potwierdzona przez prezydenta Ferdinanda Marcosa 26 lutego 1969. Ostateczny sześcioklasowy podział, z dodatkową klasą (Maringal na Lakan), został uformowany pod rządami prezydent Glorii Macapagal-Arroyo 19 września 2003.
Nadawany jest za wyjątkowe i chwalebne zasługi dla Republiki Filipin:
- dyplomatom, urzędnikom i obywatelom państw obcych, którzy wyróżnili się w zakresie wspierania, rozwijania i umacniania stosunków pomiędzy ich krajami a Filipinami,
- personelowi Departamentu Spraw Zagranicznych (DFA) w kraju i pełniącym służbę za granicą[1].

Jest drugi w starszeństwie filipińskich odznaczeń po Krzyżu Służby Quezona, równorzędny z Orderem Lakanduli i Legią Honorową, a powyżej Orderu Gabrieli Silang.

## Podział na klasy
Odznaczenie podzielone jest na sześć klas, różniących się przeznaczeniem:
- I klasa – Wielki Łańcuch (Raja), dla głów państw lub rządów,
- II klasa – Krzyż Wielki (Datu), dla następców tronu, wiceprezydentów, przewodniczących senatów lub parlamentów (marszałków), ministrów rządów, ambasadorów, sekretarzy i podsekretarzy stanu oraz urzędników podobnej rangi; podzielony dodatkowo na dwie odmiany:
  - Złoty (Katangiang Ginto),
  - Srebrny (Katangiang Pilak),
- III klasa – Wielki Oficer (Maringal na Lakan), dla chargé d’affaires e.p., konsulów generalnych szefów poczty dyplomatycznej, ministrów, ministrów-radców i dyrektorów zarządów oraz osób podobnej rangi,
- IV klasa – Komandor (Lakan), dla chargé d’affaires a.i., konsulów generalnych szefów departamentów konsularnych, oficerów konsularnych o randze wyższej niż drugi sekretarz, radców, pierwszych sekretarzy, dyrektorów i dyplomatów o podobnej randze,
- V klasa – Oficer (Maginoo), dla drugich sekretarzy, konsulów, asystentów dyrektorów lub innych urzędników podobnej rangi; filipińczyków dodatkowo obowiązuje minimum sześcioletni staż pracy dla rządu,
- VI klasa – Kawaler (Maharlika), dla trzecich sekretarzy, wicekonsulów, attaché, oraz osób podobnej rangi[1].

## Odznaczeni
Odznaczeni Wielkim Łańcuchem Orderu Sikatuna:

- 1955 – Pibul Songram, premier Tajlandii
- 1956 – Ngô Đình Diệm, prezydent Wietnamu Południowego
- 1956 – Norodom Sihanouk, król Kambodży
- 1960 – Czang Kaj-szek, prezydent Republiki Chińskiej
- 1960 – Dwight Eisenhower, prezydent USA
- 1961 – Yang di-Pertuan Agong III, król Malezji
- 1962 – Adolfo López Mateos, prezydent Meksyku[3]
- 1962 – Akihito, następca tronu Japonii
- 1962 – Francisco Franco, głowa Państwa Hiszpańskiego
- 1962 – Antonio Segni, prezydent Włoch
- 1963 – Heinrich Lübke, prezydent RFN
- 1964 – Philibert Tsiranana, prezydent Madagaskaru
- 1966 – Hirohito, cesarz Japonii
- 1968 – Suharto, prezydent Indonezji
- 1971 – Mahendra Bir Bikram Shah Dev, król Nepalu
- 1974 – Lee Kuan Yew, prezydent Singapuru
- 1974 – Kakuei Tanaka, premier Japonii
- 1974 – Jan Karol I Burbon, król Hiszpanii
- 1975 – Nicolae Ceaușescu, prezydent Rumunii
- 1976 – Benjamin Henry Sheares, prezydent Singapuru
- 1976 – Husajn ibn Talal, król Jordanii
- 1978 – Kriangsak Chomanan, premier Tajlandii
- 1979 – Angelo de Mojana di Cologna, wielki mistrz Zakonu Maltańskiego
- 1981 – Soedarmono, ambasador Indonezji
- 1983 – Yasuhiro Nakasone, premier Japonii
- 1986 – Raul Ricardo Alfonsin, prezydent Argentyny
- 1987 – Virgilio Barco Vargas, prezydent Kolumbii
- 1988 – Mohammad Khan Junejo, premier Pakistanu
- 1988 – Francesco Cossiga, prezydent Włoch
- 1988 – Hassanal Bolkiah, sułtan Brunei
- 1989 – Francois Mitterrand, prezydent Francji
- 1993 – Chuan Leekpai, premier Tajlandii
- 1994 – Kim Young-sam, prezydent Korei Południowej
- 1995 – Yang di-Pertuan Agong X, król Malezji
- 1995 – Ernesto Perez Balladares, prezydent Panamy
- 1995 – Carlos Saul Menem, prezydent Argentyny
- 1995 – Eduardo Frei Ruiz Tagle, prezydent Chile
- 1997 – Konstandinos Stefanopulos, prezydent Grecji
- 1999 – Jaime Sin, arcybiskup Manili
- 1999 – Ali Alatas, minister spraw zagranicznych Indonezji
- 2001 – Chalifa ibn Salman Al Chalifa, premier Bahrajnu
- 2001 – Rodolfo Severino, sekretarz generalny ASEAN
- 2002 – Ion Iliescu, prezydent Rumunii
- 2002 – Naruhito, następca tronu Japonii
- 2003 – George W. Bush, prezydent USA
- 2008 – Ban Ki-moon, sekretarz generalny ONZ
- 2013 - Bogdan Góralczyk, Polski Sinolog
- 2014 – Barack Obama, prezydent USA
- 2015 – Susilo Bambang Yudhoyono, prezydent Indonezji
- 2015 – Matthew Festing, wielki mistrz Zakonu Maltańskiego[4][5]